# Their Satanic Majesties Request
Their Satanic Majesties Request é o oitavo álbum de estúdio na discografia americana e o sexto na discografia inglesa da banda The Rolling Stones, lançado pela Gravadora Decca em 8 de dezembro de 1967 no Reino Unido e no dia seguinte nos EUA. A partir deste, todos os álbuns de estúdio da banda viriam a ter uma única versão para o mundo todo.
Seu título é uma brincadeira com o texto que aparece dentro dos passaportes britânicos: "Her Britannic Majesty requests and requires...", e também em algumas caixas de Whisky produzido no Reino Unido. O disco foi editado na África do Sul com o título de The Stones are Rolling por causa da palavra "Satanic".

## Contexto
O sucesso de  Sgt. Pepper's Lonely Hearts Club Band (The Beatles) e  Pet Sounds (Beach Boys), álbuns de rock psicodélico que buscavam inovar a música (e a cultura) contemporânea, meticulosamente produzidos e trabalhados em estúdio com canções que eram mais que música com objetivos não mais que comerciais, influenciou os Stones. Jagger concluíra que todo o rock simples produzido até então era passado, e assim o grupo decidiu produzir  um álbum psicodélico, ainda que sua maestria musical fosse com o Rock and Roll e o Blues.
Brian Jones foi contrário a esse rumo escolhido pros trabalhos musicais da banda, pois preferia que a banda se mantivesse fiel às suas raízes do rhythm and blues, mas foi voto vencido. Ele, que nos primeiros anos do grupo foi o destaque da banda, uma estrela maior que Jagger e Richards, e praticamente o mentor intelectual e de estilo do restante do grupo, agora via a liderança ser passada progressivamente para os Glimmer Twins, enquanto se via afundando num ciclo de drogas e depressão, mostrando-se cada vez menos criativo, disposto e produtivo. Não que os demais membros da banda estivessem bem, já que estavam todos em meio a tantas farras regadas a sexo, drogas e rock.
Foi um momento em que os membros da banda estavam usando drogas psicodélicas e alucinógenas em grande escala, ficando chapados praticamente o tempo todo, se envolvendo em confusões e polêmicas com crescente frequência, as quais sempre terminavam nos jornais. Na verdade, os Rolling Stones eram A Banda rebelde, heróis e mitos de uma juventude contestadora, engajada e distante da antiga moral. Por causa disso, meio que informalmente, as forças conservadoras no Reino Unido e nos Estados Unidos se aproveitaram dos pequenos delitos dos músicos, pegos com drogas e anfetaminas, para nos tribunais, condená-los pesadamente, fazendo dos "jovens roqueiros e rebeldes", exemplos pra tudo. Para se ter uma ideia, o jornal britânico "News Of The World" havia iniciado uma série de reportagens intitulada Investigações sobre Pop Stars e Drogas, chegou a infiltrar um espião no staff da banda. Brian, Keith e Mick chegaram a ser condenados à prisão, sendo que Jagger e Richards ficaram presos por um tempo. Muita gente, desde a imprensa, músicos e mesmo entre o público comum ficou revoltada com a pena excessiva e, graças a pressão, eles logo tiveram a pena relaxada.

## Gravação
Decidido os rumos do novo som da banda, Jagger concebe com Keith Richards a ideia de uma sátira psicodélica da monarquia inglesa para o novo álbum. Iniciada logo após o lançamento de Between the Buttons, a gravação de Their Satanic Majesties Request foi longa e esporádica, entrecortada por aparições no tribunal e prisões.  Pelas mesmas razões, a banda  raramente esteve presente inteira  no estúdio ao mesmo tempo. Outro motivo para a queda na produtividade foi a presença dos vários convidados que os membros da banda traziam durante as sessões de gravação. Um dos membros mais sensatos da banda durante este tempo, Bill Wyman, motivado em drogas psicodélicas, escreveu a canção "In Another Land", uma paródia da situação dos Stones naquele momento.
Em uma entrevista de 2002 com a revista Rolling Stone, Wyman descreveu as situações no estúdio:
"Todos os dias no estúdio era uma loteria no que aquilo iria se transformar e - caso houvesse - se seria uma contribuição positivo  quando eles fizessem. Keith chegava com algo a mais que 10 pessoas,  Brian com outra meia dúzia e era o mesmo para Mick. Eram amigas e amigos variados. Eu odiava!..." 
Seu produtor e empresário, Andrew Loog Oldham, já farto de falta de foco da banda, se distanciou deles depois de apreensão de drogas com membros e, finalmente, saiu, deixando-os sem um produtor. Como resultado, Their Satanic Majesties Request foi o primeiro álbum dos Stones auto-produzido , o que Mick Jagger admitiu não  permitiu algo melhor.
"Há um monte de lixo em 'Satanic Majesties'. Muito tempo em nossas mãos, drogas demais, nenhum produtor para nos dizer: 'Basta já, muito obrigado, agora podemos ficar  apenas com essa música?' Qualquer pessoa solta no estúdio irá produzir coisas assim. Não foi simplesmente demais por aí. É como acreditar que tudo que você faz é grande e não ter qualquer edição" , concluiu Wyman.
De acordo com Brian Jones, um mês antes da data de lançamento do álbum planejado o grupo "não tinha nada juntos. É realmente como uma espécie de 'caos do catadão'. Porque todos nós estávamos um pouco em pânico,  um mês antes da data de lançamento que tínhamos planejado, e nós realmente não tínhamos nada juntos. Tínhamos todas estas grandes coisas que havíamos feito, mas não poderíamos lançar isso como um álbum. Então nós apenas juntamos tudo com um pouco de edição de aqui e ali. "
Keith Richards  tem sido crítico do álbum em anos posteriores. Enquanto ele gosta de algumas das canções ("2000 Light Years from Home", "Citadel" e "She's A Rainbow"), considera que "o álbum foi um monte de besteira". 
Os Stones fizeram experimentações com muitos instrumentos novos e efeitos sonoros durante as sessões, incluindo o theremin, sintetizadores, rádio de ondas curtas estática e arranjos de cordas por John Paul Jones. Em 1998, uma caixa de oito CDs com outakes pirateados das sessões de gravação foi lançada no mercado. O conjunto de caixa mostra a banda a desenvolver as canções sobre vários takes,  com destaque para a cooperação entre Brian Jones, Richards e pianista Nicky Hopkins durante as sessões. Richards está conduzindo as sessões e a maioria das músicas parecem ser escritas por ele, e ambos, Hopkins e Jones, entram na criação de paisagens sonoras elaboradas. Wyman estava ausente durante a gravação de "Gomper", em que Jones tocou o baixo, assim como vários outros instrumentos, nessa faixa.
O nome de projeto originalmente usado para batizar o álbum era Cosmic Christmas. Algumas das canções do álbum também foram registrados em nomes de projeto distintos, alguns bastante parecidos e, non sequitur,  radicalmente diferente dos títulos finais. Estes títulos de trabalho incluem: "Acid in the Grass" ("In Another Land"), "I Want People to Know" ("2000 Man"), "Flowers in Your Bonnet" ("She's a Rainbow"), "Fly My Kite" ("The Lantern"), "Toffee Apple" ("2000 Light Years from Home"), and "Surprise Me" ("On with the Show").

## Lançamento e recepção
Lançado em dezembro de 1967, 'Their Satanic Majesties Request' alcançou a 3ª posição entre os discos mais vendidos no Reino Unido e 2º lugar nos EUA (disco de ouro), mas seu desempenho comercial declinou rapidamente. Logo foi visto como uma tentativa, pretensiosa e mal concebida, para superar os Beatles e seu aclamado álbum de Sgt. Pepper's Lonely Hearts Club Band (lançado em junho de 1967), muitas vezes explicada pela experimentação de drogas e excessos da moda musical da época. Contra essa acusação, lembra-se que John Lennon e Paul McCartney fizeram backing vocals nas faixas "Sing This All Together" e "She's A Rainbow".
A produção, em particular, foi alvo de críticas duras de Jon Landau na quinta edição da revista Rolling Stone. Depois disso, os Stones procuraram Jimmy Miller para produzir seus álbuns posteriores, em que os Stones voltam a gravar blues de difícel condução, com o qual ganharam fama no início de sua carreira. Em uma revisão do álbum feita em abril de 1968,o crítico Richard Corliss do The New York Times também  criticou o resultado da produção dizendo "... a imaginação parece ter secado quando se trata de alguns dos arranjos. Apesar de alguns serem ainda melhores do que os anteriores, os arranjos são muitas vezes irregulares,  monótonos e falsos."  Apesar disso, ele deu ao álbum uma revisão global positiva, indo ao ponto de dar a ele um   conceito melhor que o de 'Sgt. Pepper's Lonely Hearts Club Band' Em uma entrevista de 1970 , Lennon comentou sobre o álbum:... "Satanic Majesties é Pepper." " We Love You ...  é  All You Need Is Love '.
Richie Unterberger de Allmusic escreveu:  "Sem dúvida, nenhum álbum dos Rolling Stones - e, de fato, muito poucos álbuns de Rock de qualquer época - dividiram a opinião crítica tanto quanto  essa excursão dos Rolling Stones pela psicodelia. Muitos repudiam o disco como sendo um sub-'Sgt. Peppers'; outros confessam, ainda que apenas em privado, sentir fascínio com os arranjos inventivos do álbum, que incorporou alguns ritmos africanos, Mellotrons e orquestração completa. Nunca antes ou, desde que os Stones tiveram tantas chances no estúdio. [...] Em 1968, os Stones iriam voltar para o básico, e nunca mais trilhariam esses caminhos de novo, fazendo de tudo isso o mais fascinante de uma anomalia na discografia do grupo."
O álbum foi lançado na África do Sul e Filipinas como "The Stones Are Rolling" por causa da palavra "satanic" no título.  Após 'Their Satanic', todos os álbuns não-coletânea da banda  seriam lançado em edições uniformes nos mercados internacionais .
A composição de Bill Wyman "In Another Land" foi lançado como single, com o crédito para "Bill Wyman", em vez de "The Rolling Stones". (O lado B, "The Lantern", foi creditado aos Rolling Stones.)
A maioria das configurações do álbum contém a faixa escondida "Cosmic Christmas" (tempo de funcionamento 00:35), após "Sing This All Together (See What Happens)" (executando 7:58 de tempo).
Existem apenas duas músicas do álbum que os Stones realizaram ao vivo: "2000 Light Years from Home" (1989-90 turnê mundial), e "She's A Rainbow" (1997-1998 Bridges to Babylon Tour).
Em agosto de 2002, Their Satanic Majesties Request foi reeditado em um novo CD remasterizado, LP e DSD pela gravadora ABKCO, e em maio de 2011, o álbum foi relançado em SHM-SACD.

## Arte de capa
Uma proposta de capa para o álbum foi uma fotografia de Jagger nu em uma cruz, mas foi abandonada pela gravadora por ser "de mau gosto". Lançamentos iniciais do álbum contavam com uma imagem tridimensional da banda na capa feita pelo fotógrafo Michael Cooper. Quando se mudava o ângulo de visão, a imagem lenticular mostrava os rostos dos membros da banda se voltando uns para os outros, com a exceção de Jagger, cujas mãos pareciam se cruzar na sua frente. Olhando de perto essa capa, pode-se ver os rostos de cada um dos quatro Beatles, uma resposta aos Beatles que colocaram uma boneca vestindo um suéter escrito " Welcome The Rolling Stones " na capa de 'Sgt. Peppers'. As edições posteriores substituiu o colado na imagem tridimensional por uma fotografia, devido ao alto custo de produção. Uma versão LP de edição limitada na década de 1980 re-impressa o design da capa 3D original. Imediatamente após a reedição, as cópias-mestres para re-impressão de capa do 3D foram intencionalmente destruídos.
O design da capa original previa a imagem lenticular para assumir a capa inteira.  Mas isto se mostrou proibitivamente caro, e decidiu-se reduzir o tamanho da foto e cercá-lo com o projeto azul-e-branco gráfico .
Foi o primeiro de quatro álbuns dos Stones que apresentam uma inovação da Capa (os outros foram o zíper de Sticky Fingers, os rostos recortados em Some Girls, e os adesivos em Undercover). O labirinto na capa interna dos discos lançados no Reino Unido e nos EUA não pode ser concluída.

## Faixas
Todas as faixas por Mick Jagger e Keith Richards, exceto onde anotado.
| Lado 1 | |         |  |
| N.º    | Título | Duração |  |
| 1.     | "Sing This All Together"                                                                                    | 3:46    |  |
| 2.     | "Citadel"                                                                                                   | 2:50    |  |
| 3.     | "In Another Land" (Bill Wyman)                                                                              | 3:15    |  |
| 4.     | "2000 Man"                                                                                                  | 3:07    |  |
| 5.     | "Sing This All Together (See What Happens)" (contém a faixa escondida "Cosmic Christmas" começando em 7:54) | 8:33    |  |

| Lado 2 |                              |         |  |
| N.º    | Título                       | Duração |  |
| 6.     | "She's a Rainbow"            | 4:34    |  |
| 7.     | "The Lantern"                | 4:22    |  |
| 8.     | "Gomper"                     | 5:08    |  |
| 9.     | "2000 Light Years from Home" | 4:45    |  |
| 10.    | "On with the Show"           | 3:39    |  |

## Paradas
| Ano  | Parada        | Posição |
| ---- | ------------- | ------- |
| 1968 | Billboard 200 | 2       |

## Créditos
The Rolling Stones
- Mick Jagger – Vocais (exceto faixa 3); vocais de apoio (1, 3, 6); percussão (8); maraca (2, 9, 10); tamborim (6)
- Brian Jones – Mellotron (1-3, 5-7, 9-10); saxofone (1, 2); vibrafone, berimbau de boca e flauta (5); órgão (7); dulcimer elétrico (4, 8, 9); flauta doce (8); vocais de apoio (1); harpa (10)
- Keith Richards – Guitarras (exceto faixa 3); vocais de apoio (1, 3, 7-9); violão acústico (3, 4, 6, 7); baixo (1, 2, 9, 10)
- Charlie Watts – Bateria (exceto faixa 8); tabla (8)
- Bill Wyman – Baixo; vocal e órgão (3); vocal de apoio (1); oscilador (9)

Pessoal adicional
- Nicky Hopkins – Piano (1, 3, 4, 6, 7, 9, 10); órgão (4); cravo (3, 6)
- John Paul Jones – Arranjo de cordas (6), apesar de não ter créditos na capa do álbum.
- Ronnie Lane e Steve Marriott – Vocais de apoio (3)
- Eddie Kramer – Claves (9)
- Outros, incluindo Marianne Faithfull – Prováveis vocais de apoio (1)